# جيسيكا غريس سميث
جيسيكا غريس سميث (بالإنجليزية: Jessica Grace Smith)‏ هي ممثلة نيوزيلندية، ولدت في 27 نوفمبر 1988 في نيوزيلندا.

## وصلات خارجية
- جيسيكا غريس سميث على موقع IMDb (الإنجليزية)
- جيسيكا غريس سميث على موقع قاعدة بيانات الفيلم (الإنجليزية)